# Phryxe anceps
Phryxe anceps là một loài ruồi trong họ Tachinidae.